# Пермская ГРЭС
Пермская ГРЭС — четвёртая по установленной мощности тепловая электростанция (ГРЭС) России и самая мощная электростанция Пермского края. Расположена в городе Добрянка, Пермский край. Входит в состав Группы Интер РАО.

## Описание
Пермская ГРЭС находится в 70 километрах от города Перми и в 5 километрах северо-западнее города Добрянка на левом берегу Камского водохранилища.
Она снабжает электроэнергией близкорасположенные группы потребителей: промышленный центр Пермского края (нефтедобыча и нефтепереработки, нефтехимия, машиностроение и другие энергоемкие производства), и Верхнекамский промышленный узел (нефтехимия, химия, цветная и чёрная металлургия, лесодобыча и лесопереработка, добыча полезных ископаемых).
Основной вид топлива — природный газ. Системы управления технологическими процессами Пермской ГРЭС созданы с участием фирм ABB (Германия), Valmet (Финляндия), Energico (Финляндия).
Электростанция является крупным производителем электроэнергии Урала и одним из основных поставщиков электроэнергии в Уральский и Приволжский регионы Российской Федерации.
Отпуск электроэнергии осуществляется по 7 высоковольтным линиям:
- 2 ВЛ 500 кВ Пермская ГРЭС — ПС Калино
- ВЛ 500 кВ Пермская ГРЭС — ПС Северная
- 2 ВЛ 220 кВ Пермская ГРЭС — ПС Владимирская
- 2 ВЛ 220 кВ Пермская ГРЭС — ПС Соболи с отпайками на ПС Искра

ГРЭС входит в состав Группы Интер РАО. Директор станции — Митин Сергей Александрович.
Установленная мощность первой очереди электростанции составляет 2490 МВт, она включает 3 паросиловых энергоблока c турбинами К-800-240, два из них по 820 МВт и один (модернизированный) — 850 МВт. Вторая очередь введена в эксплуатацию в августе 2017 года и представлена парогазовой установкой ПГУ-800 общей установленной мощностью 903 МВт с двумя газовыми турбинами SGT5-4000F и одной паровой SST5-5000 производства Siemens.

## История
В 1973 году была выявлена необходимость расширения Пермской энергосистемы, и в том же году начались разработки технических решений новой ГРЭС. К марту 1974 года была выбрана Добрянская площадка и на ней начались изыскательские работы. Первые строители на ней заработали в июле 1975 года. В феврале 1976 года были созданы: Управление строительства (2 февраля) и дирекции Пермской ГРЭС (12 февраля). В том же году началось строительство Пионерной базы, подъездных путей, подстанции, жилья.
Технический проект Пермской ГРЭС был утверждён Советом министров СССР 6 января 1978 года. Станция изначально строилась под существующих потребителей. Также было запланировано топливо: должны были использовать кизеловские и кузнецкие угли, но с момента ввода в эксплуатацию в качестве топлива используется природный газ. С 1980 года строительство объявлено Всесоюзной ударной стройкой. Энергоблоки построены и введены в эксплуатацию в 1986, 1987 и 1990 годах.
Дымовая труба Пермской ГРЭС высотой 330 метров является одной из высочайших дымовых труб в мире.
18 января 1993 года было проведено акционирование станции, в 2005 году она вошла в состав Первой генерирующей компании оптового рынка электроэнергии, а с 2012 года — в состав Группы «Интер РАО».

## Новое строительство
В марте 2013 года началось строительство четвёртого энергоблока (ПГУ-800). Расширение электростанции является жизненно необходимым проектом, эта задача должна покрыть рост производства и энергопотребления в регионе. Другая цель расширения — своевременная замена выбывающих из строя мощностей (в регионе существует проблема выработки технического ресурса генерирующей отраслью).
Основное оборудование блока ПГУ:
- Паровая турбина SST5-5000 мощностью 290 МВт, производитель Siemens;
- Две газовых турбины SGT5-4000F мощностью 292 МВт каждая, производитель Siemens;
- Три электрогенератора SGen5-1000А мощностью 165—350 МВА, производитель Siemens;

Первоначально пуск в эксплуатацию был запланирован на конец 2015 года. Однако в декабре 2014 года он был отложен на 2017 год.
Стоимость четвёртого энергоблока Пермской ГРЭС, построенного «Интер РАО» в рамках договора поставки мощности (ДПМ; гарантирует возврат инвестиций за счет повышенного платежа потребителей), составила 40 млрд руб. с учётом НДС. Об этом сообщил 25 августа 2017 года на церемонии пуска блока глава «Интер РАО» Борис Ковальчук.
В декабре 2017 года новый энергоблок Пермской ГРЭС был переаттестован до 903 МВт вместе с блоками № 1, 2, 3, которые увеличили свою мощность на 20 МВт каждый.
Общая мощность станции выросла до 3363 МВт. ГРЭС закрывает 42 % мощности Пермского края, с запуском нового энергоблока общий объём выработки региона вырос на 10 %. Пермская ГРЭС вошла в число пяти крупнейших теплоэлектростанций России и заняла четвёртую позицию, опередив Сургутскую ГРЭС-1.

## Модернизация
2 августа 2019 года Правительство РФ утвердило перечень генерирующих объектов, вошедших в программу масштабной модернизации теплоэлектростанций. Согласно программе на Пермской ГРЭС должен быть модернизирован энергоблок № 1 с заменой паровой турбины и пароперегревателей котлоагрегата. Работы планировали завершить до конца 2022 года, однако они завершились в январе 2024 года.
Энергоблок № 1, введённый в эксплуатацию в 1986 году, практически исчерпал парковый ресурс, отличается ухудшившейся надежностью и экономичностью. В таких условиях в среднесрочной перспективе оборудование вполне могло бы быть выведено из эксплуатации, что лишило бы Прикамье сразу 10 % энергомощностей и поставило бы под угрозу энергетическую самодостаточность региона. Модернизация позволила существенно продлить парковый ресурс основного оборудования, повысив тем самым надёжность эксплуатации энергоблока и стабильность энергоснабжения потребителей. В результате проведённых работ мощность энергоблока увеличилась с 820 до 850 МВт, общая мощность станции — до 3393 МВт.